# Isak Vojic
Isak Vojic (* 9. Jänner 2006) ist ein österreichischer Fußballspieler.

## Karriere
Vojic begann seine Karriere beim SV Satteins. Zur Saison 2020/21 kam er in die AKA Vorarlberg, in der er bis 2024 sämtliche Altersstufen durchlief. Im Juni 2024 absolvierte er für seinen Stammklub Satteins sein erstes und einziges Spiel in der siebtklassigen 1. Landesklasse.
Zur Saison 2024/25 wechselte Vojic zum Zweitligisten Schwarz-Weiß Bregenz, bei dem er einen bis 2026 laufenden Vertrag erhielt. Sein Debüt in der 2. Liga gab er im August 2024, als er am ersten Spieltag jener Saison gegen den SK Sturm Graz II in der Startelf stand.